# Portada/efemèride setembre 5
« 4 de setembre · 5 de setembre · 6 de setembre »